# マッケラー・パーク
マッケラー・パーク(英: McKellar Park, 旧称：ベルコネン・サッカーセンター - Belconnen Soccer Centre)は、オーストラリアのキャンベラ・ベルコネンのマッケラーにある多目的スタジアムである。

## 概要
主にサッカーの試合に利用され、ACTプレミアリーグに所属するベルコネン・ユナイテッド (愛称：ベルコネン・ブルーデビルス) とWリーグに所属するキャンベラ・ユナイテッドが本拠地として利用している。収容人数は3,500人。
メインスタンドの名称はベルコネン・ユナイテッド設立に大きな貢献を果たしたケン・カーター (Ken Carter)の名前から採られている。
2002年11月23日、オーストラリア首都特別地域元老院長のマーガレット・レイドによって開場式が行われた。最初の試合はNSWプレミアリーグのベルコネン・ユナイテッドFC対ボニーリッグ・ホワイトイーグルスFCの試合となった。この試合は2-2の引き分けに終わっている。
2003 OFC女子ネイションズカップの全試合がこの会場にて行われ、オーストラリア代表が優勝を果たしている。
Aリーグに所属するセントラルコースト・マリナーズが2007年から2010年まで本拠地として利用していたことがある。

## 交通アクセス
ギニンデラ湖北岸より徒歩5分。